# Gbadolite
Gbadolite   este un oraș  în  partea de nord a Republicii Democrate Congo, aflat la 12 km sud de Oubangui, pe granița cu Republica Centrafricană, la 1150 km NE de Kinshasa.
Este reședința  provinciei  Nord-Ubangi.